# Otto Krappan
Otto Krappan (teilweise auch Chrappan; * 11. Oktober 1886 in Nagyszeben; † Ende Januar 1942 oder 2. Februar 1942 in Palermo) war ein ungarischer Fußballspieler und ‑trainer.

## Werdegang
Krappan stammte aus Nagyszeben (Hermannstadt) im damaligen Königreich Ungarn; seine Familie gehörte zur Minderheit der Siebenbürger Sachsen. Zu Beginn des 20. Jahrhunderts war er höchstwahrscheinlich auf höchster nationaler Ebene als Fußballer aktiv und spielte mindestens 1904 für den Magyar ÚE Budapest sowie 1911/12 für den Nemzeti SC in der I. osztály.
Ab 1923 trat Krappan als Trainer in Italien in Erscheinung, wo er bis 1942 zahlreiche Vereine betreute. Seine erste Station war von 1923 bis 1926 die AS Udinese (ab 1925 AC Udinese), mit der er 1924/25 Erster in Gruppe D der Seconda Divisione wurde und in die Prima Divisione, die damals höchste italienische Spielklasse, aufstieg. Dort gelang 1925/26 Rang zehn von zwölf Teams in Gruppe 1 der Lega Nord.
Zwischen 1927 und 1930 trainierte Krappan die AS Monfalconese CNT aus Monfalcone nahe Triest und qualifizierte sich 1928/29 mit dem Klub als Meister der Gruppe C der mittlerweile zweitklassigen Prima Divisione für die zur Saison 1929/30 neu eingeführte Serie B. Die erste Serie-B-Saison schloss Krappan mit dem Team als Elfter von 18. Mannschaften ab.
Vor dem drittletzten Spieltag der Serie-A-Saison 1930/31 löste Krappan Luigi Barbesino als Trainer des FC Legnano ab, der zu diesem Zeitpunkt Vorletzter der Tabelle war. Er erreichte mit der Mannschaft in den verbleibenden drei Spielen einen Sieg, ein Unentschieden und eine Niederlage, was letztendlich nicht zum Klassenerhalt reichte. In der Saison 1931/32 führte Krappan Legnano auf Rang elf in der Serie B. Im folgenden Jahr wurde er mit dem lombardischen Klub Zwölfter in Italiens zweithöchster Spielklasse.
In der Serie-B-Saison 1933/34 trainierte Krappan die Associazione Fascista Calcio Vicenza und entging mit dem Klub nur knapp dem Abstieg in die Serie C. Zur Saison 1934/35 übernahm er als Nachfolger von Franz Hansl die US Alessandria in der Serie A. Als Krappan Mitte Februar 1935 nach dem 16. Spieltag durch den Österreicher Rudolf Soutschek als Alessandria-Trainer abgelöst wurde, lag das Team auf Tabellenrang acht. Seine nächste Trainerstation war 1935/36 die AC Lecco in der Serie C, mit der er in Gruppe B Siebenter von 16 Mannschaften wurde. 1936/37 erreichte Krappan mit der AS Pro Gorizia Rang 13 von 14 Teams in Gruppe A der Serie C und belegte damit einen Abstiegsplatz. Der Klub durfte dennoch in der folgenden Spielzeit wieder in der Serie C antreten. Ähnliches widerfuhr Krappan in der Spielzeit 1937/38 mit der AS Cosenza in Gruppe E der Serie C. Trotz vorletztem Tabellenrang verblieb der Verein wegen des Rückzuges dreier anderer Mannschaften aus dem Wettbewerb in der dritthöchsten Spielklasse.
Zur Saison 1938/39 übernahm Krappan die im Vorjahr in die Serie C abgestiegene US Cremonese, die er auf Rang zwei in Gruppe B führte. Diese Platzierung wie auch Rang drei im folgenden Jahr berechtigten nicht zum Aufstieg in die Serie B. Bereits im Verlauf der Spielzeit 1939/40 wechselte er erneut den Verein und kehrte nach Alessandria zurück. Dort löste er zum 25. Spieltag der Serie-B-Saison Vittorio Faroppa als Trainer ab. Krappan übernahm das Team auf Rang fünf und führte es auf Rang sieben in der Abschlusstabelle. 1940/41 erreichte er mit den Grigi Tabellenrang sieben. Am Saisonende endete sein Engagement in Alessandria.
Ende Dezember 1941 übernahm Krappan das Traineramt beim sizilianischen Klub US Palermo-Juventina in Gruppe H der Serie C. Er starb nur wenige Wochen nach seinem Amtsantritt im Alter von 55 Jahren in Palermo. Die US Palermo-Juventina stieg am Saisonende unter seinem Nachfolger Renato Nigiotti in die Serie B auf.